# کنوانسیون حفاظت گونه‌های مهاجر جانوران وحشی
کنوانسیون حفاظت از گونه‌های مهاجر جانوران وحشی (به انگلیسی: Convention on the Conservation of Migratory Species of Wild Animals) (که با نام CSM و کنوانسیون بن نیز شناخته می‌شود)، کنوانسیونی است که بر پایه آن گونه‌های مهاجر ساکن در خشکی، آب، و هوا در گستره زندگیشان زیر حفاظت قرار می‌گیرند. این کنوانسیون یک توافقنامه زیست‌محیطی است که از سوی برنامه محیط زیست ملل متحد و به منظور پشتیبانی از حیات وحش و قلمرو جانوران در مقیاس بزرگ ارائه شده‌است. از هنگام آغاز این توافقنامه تاکنون بیش از ۱۰۰ کشور از آفریقا، آمریکای جنوبی و مرکزی، آسیا، اروپا، و اقیانوسیه عضو آن شده‌اند. این کنوانسیون در ۱۹۷۹ در شهر بن (که نام آن بر روی کنوانسیون نیز گذاشته شده‌است) به امضا رسید و در ۱۹۸۳ به اجرا گذاشته شد.
کنوانسیون بن فهرست‌هایی از جانوران در تهدید منتشر می‌کند که پیوست‌های یک (Appendix I) و دو (Appendix II) نامیده می‌شوند. گونه‌های تهدیدشده با خطر انقراض در پیوست یکم قرار می‌گیرند. تا ژانویه سال ۲۰۱۱ تعداد ۱۷۶ گونه در این پیوست گذاشته شده‌اند.
گونه‌هایی که به همکاری بین‌المللی نیاز دارند یا از چنان همکاری سود فراوان می‌برند در پیوست دوم گذاشته می‌شوند.

## نگارخانه

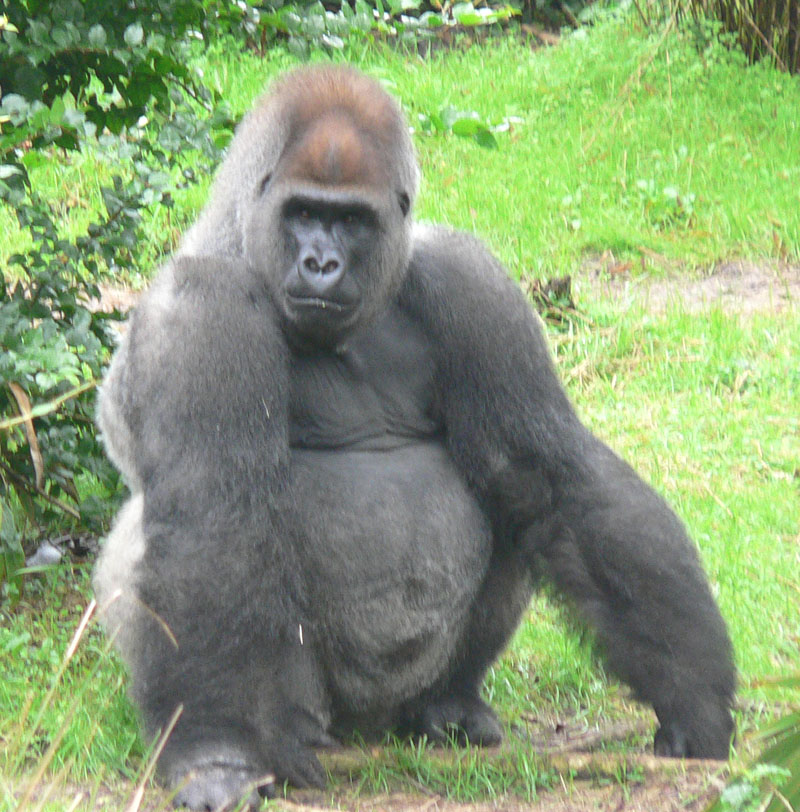
گوریل غربی
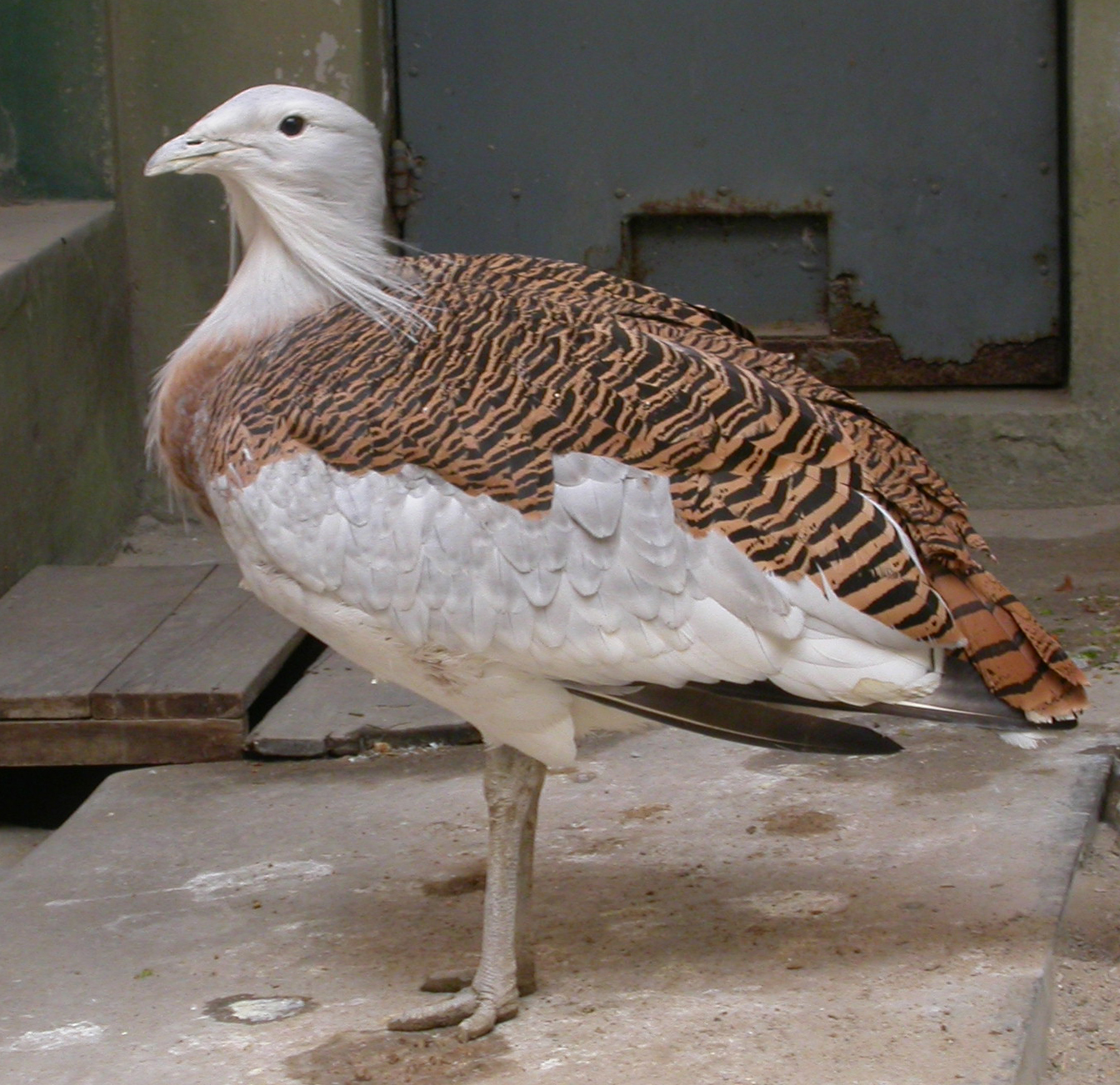
میش‌مرغ
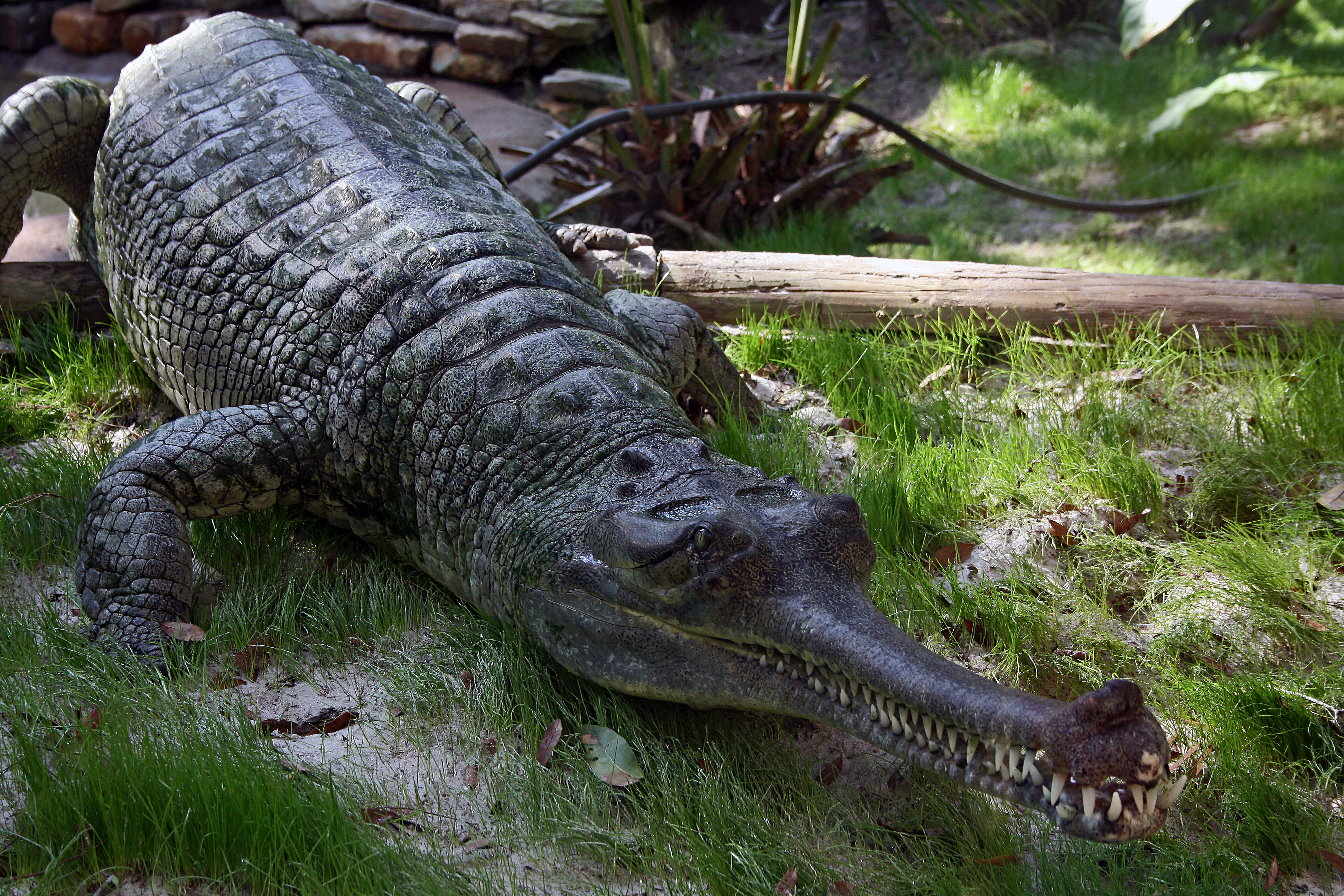
تمساح پوزه‌باریک هندی
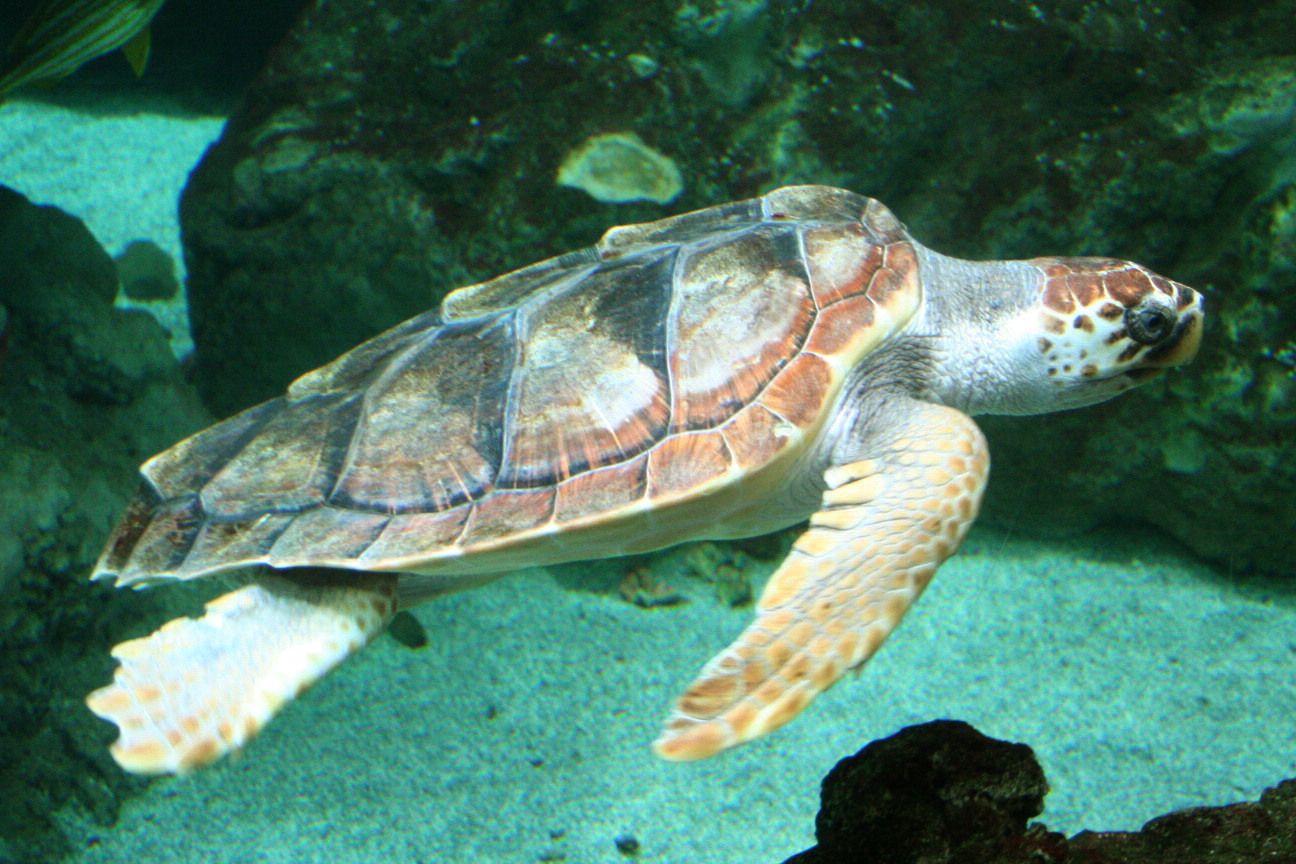
لاک‌پشت سرخ
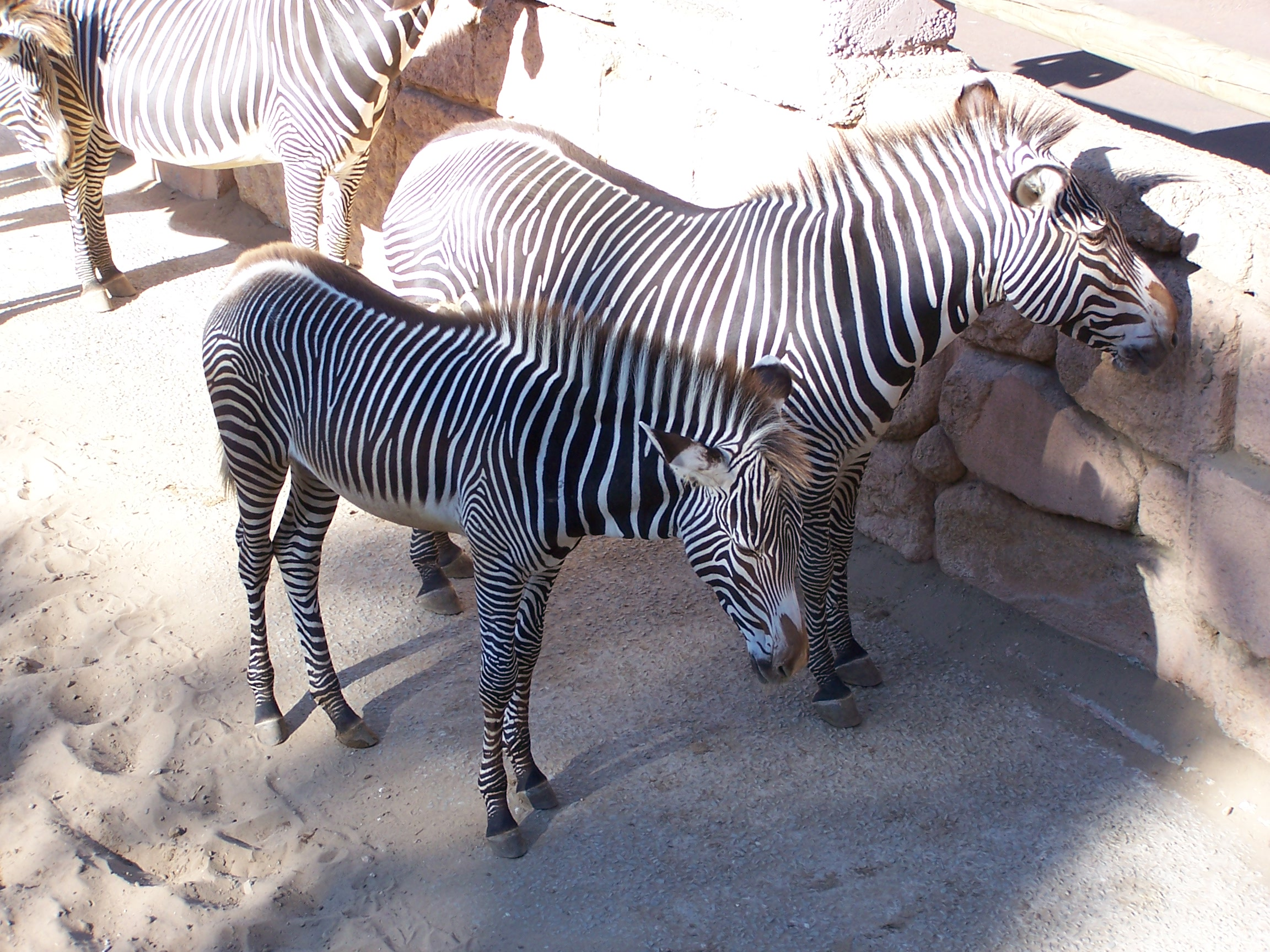
گورخر گروی